# Vi de Banyuls
El vi de Banyuls és un vi dolç natural de la Catalunya del Nord amb denominació d'origen (en francès Apellation d'Origine Contrôlée AOC) etiquetat sota les denominacions AOC Banyuls i AOC Banyuls Gran Cru.
L'àrea geogràfica de la denominació coincideix amb la del vi de Cotlliure, al sud del Rosselló, abastant els municipis de Banyuls de la Marenda, Cotlliure, Portvendres i Cervera de la Marenda.
Els vins de Banyuls tenen una llarga tradició. La vinya va ser importada pels grecs, sota la influència de la colònia d'Empúries. A l'edat mitjana els templers van marcar la viticultura local construint parets de pedra seca i una xarxa de canalització dels torrents i rieres. La denominació d'origen va ser creada el 1936.
Les vinyes creixen en un sòl d'esquist poc fèrtil, en feixes escarpades als contraforts de la Serra de l'Albera.
Existeixen els Banyuls dits tradicionals, els més abundants, els Banyuls Vintage, Banyuls Vintage Mise Tardive i Banyuls Blanc. Tots han de tenir al mínim el 50% de garnatxa. Els AOC Banyuls Grand Cru, creats el 1962, tenen un mínim del 75% de garnatxa, amb una durada de la seva criança d'un mínim de trenta mesos en fusta. El terme "grand cru" només es reserva als banyuls vinificats en negre.

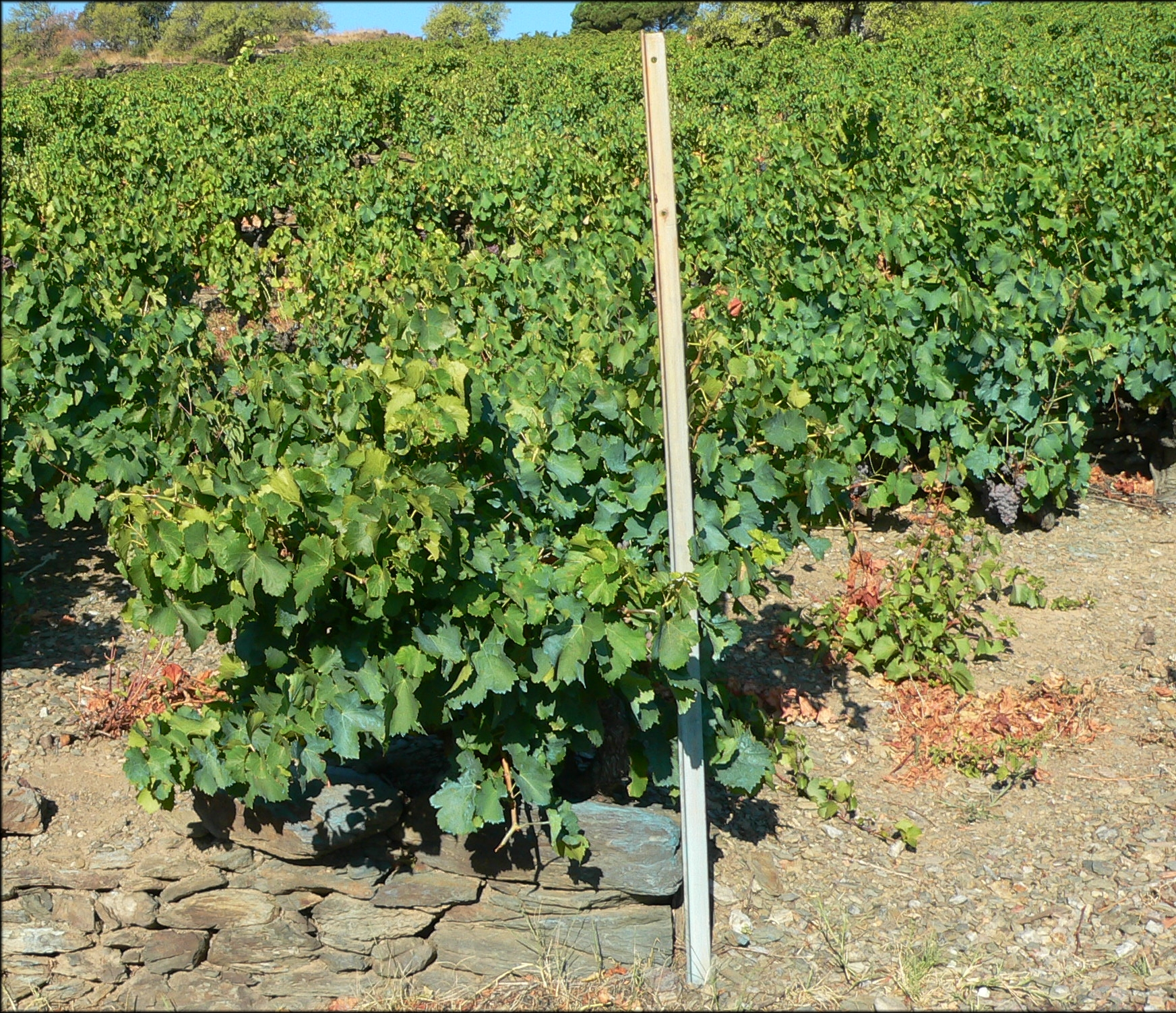
Vinyes a Banyuls
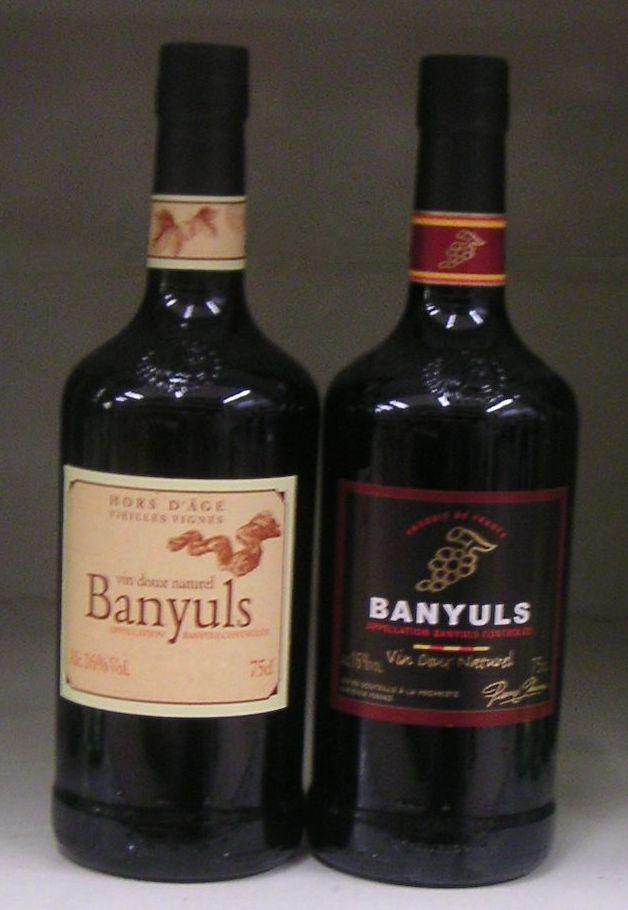
Dues ampolles de Banyuls
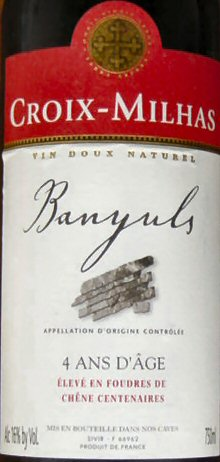
Etiqueta d'un vi dolç natural de Banyuls